# Massaguel
Massaguel – miejscowość i gmina we Francji, w regionie Oksytania, w departamencie Tarn.
Według danych na rok 1990 gminę zamieszkiwało 385 osób, a gęstość zaludnienia wynosiła 38 osób/km² (wśród 3020 gmin regionu Midi-Pireneje Massaguel plasuje się na 688. miejscu pod względem liczby ludności, natomiast pod względem powierzchni na miejscu 1075.).